# William Z. Foster
Pour les articles homonymes, voir William Foster (homonymie) et Foster.
William Zebulon Foster, né le 25 février 1881 à Taunton (Massachusetts, États-Unis) et mort le 1er septembre 1961 à Moscou, est un syndicaliste américain et fut secrétaire général du Parti communiste des États-Unis d'Amérique (1929-1932). Il se présenta aux élections présidentielles américaines en 1924, 1928 et 1932.

## Une jeunesse ouvrière et militante
Foster naquit à Taunton, dans le Massachusetts. Il quitta l'école à dix ans pour travailler comme apprenti. Il exerça de multiples professions, dans l'industrie chimique, la construction de chemins de fer ou encore dans une scierie, un peu partout aux États-Unis. Il adhéra au parti socialiste américain en 1901 puis en fut expulsé en 1909, en tant qu'activiste d'une aile radicale du parti. Foster rejoignit alors les Industrial Workers of the World. Il participa à la campagne du syndicat à Spokane (free speech fight). Syndicaliste actif, il contribua bientôt aux publications des IWW et les représenta lors d'une conférence ouvrière internationale qui se tint à Budapest en 1911. Mais il reprocha par la suite aux IWW de ne rien construire de solide faute d'accepter de travailler dans les syndicats existants.
Il créa sa propre organisation, la Syndicalist League of North America (SLNA), qui prônait l'action directe au niveau de chaque usine, sans le poids mort d'un appareil bureaucratique. À cette époque, Foster était influencé par la pensée anarchiste. Il fréquentait Jay Fox, un anarchiste lié au mouvement ouvrier de Chicago et épousa Ester Abramowitz qui appartenait aussi au milieu libertaire. Tom Mooney, qui devait passer de nombreuses années en prison sous l'accusation d'avoir perpétré un attentat en 1916, Earl Browder, le futur rival de Foster pour la direction du parti communiste, et James P. Cannon, le futur dirigeant trotskyste américain, furent parmi les membres les plus notables de la SLNA. Celle-ci ne fut néanmoins pas une organisation de masse et elle disparut un 1914.
Foster rejoignit alors l'American Federation of Labor, militant au sein de l' International Trade Union Educational League. Il considérait alors que l'organisation des travailleurs était un pas vers le démantèlement du capitalisme. Contrairement à Eugene Victor Debs et aux IWW, il ne s'opposa pas à l'entrée en guerre des États-Unis et incita même les travailleurs à souscrire aux emprunts de guerre en 1918. Il échappa par conséquent à la répression qui s'abattit à cette époque sur les woblies. Foster ne renonça pas pour autant à toute activité. Il participa aux campagnes en faveur de Tom Mooney, élabora des plans pour constituer un parti ouvrier et, surtout, chercha à organiser les milliers de travailleurs non qualifiés des abattoirs, des aciéries et d'autres industries de production de masse.

## L'organisation des travailleurs des abattoirs
Depuis des décennies, les syndicats s'efforçaient d'organiser les travailleurs des abattoirs. Les Chevaliers du travail s'y étaient essayés dès les années 1870. Mais cette industrie était concentrée entre les mains de quelques puissantes sociétés et les patrons purent chasser les syndicalistes. Avec la Première Guerre mondiale, les choses changèrent. L'État avait besoin d'acheter d'importantes quantités de viande pour nourrir l'armée et ne voulait pas risquer une grève qui interromperait les approvisionnements. En même temps, le flot de migrants tarissait. La situation devenait favorable pour l'implantation syndicale à l'échelle de l'industrie de la viande. En 1917, Foster parvint à associer divers syndicats en rapport avec cette industrie. Il ne parvint pas pour autant à regrouper tous les travailleurs du secteur, en raison de la ségrégation imposée par certaines unions qui refusaient d'affilier les ouvriers noirs qui commençaient à être nombreux dans les abattoirs. Ces derniers en arrivèrent parfois à penser que leurs employeurs se souciaient plus de leur bien-être que certains syndicalistes racistes. Il y avait encore d'autres divisions entre immigrants. Néanmoins, la menace de grève massive fut suffisamment sérieuse pour servir de moyen de pression lors des discussions avec le patronat.
Sous la pression de l'administration du président Woodrow Wilson, le patronat céda. Les ouvriers obtinrent la journée de huit heures, le paiement des heures supplémentaires, une augmentation notable des salaires. Le nombre de syndiqués doubla dans les mois qui suivirent cette victoire. Mais l'arbitrage imposé par le gouvernement n'incluait pas l'obligation pour les employeurs de reconnaître le syndicat des travailleurs de la viande (Amalgamated Meat Cutters). Après les émeutes raciales de Chicago, en 1919, les ouvriers noirs perdirent le peu de confiance qu'ils pouvaient avoir dans les syndicats blancs. Quand l'arbitrage gouvernemental arriva à expiration, en 1919, le patronat licencia les syndicalistes. Après une grève perdue, en 1922, le regroupement des syndicats de l'industrie de la viande disparut.

## La grève de l'acier de 1919
Alors que la campagne dans l'industrie de la viande se poursuivait, Foster proposa d'adopter une tactique similaire pour organiser les sidérurgistes. Ceux-ci, en plus de la démoralisation due aux grèves perdues du passé et aux divisions ethniques étaient confrontés aux dissensions entre les syndicats de métier qui regroupaient les travailleurs qualifiés, lesquels regardaient de haut leurs camarades non ou peu qualifiés. Foster proposa à la convention de l'AFL de 1918 de créer un conseil réunissant les syndicats de métier (craft unions) et l' Amalgamated Association of Iron and Steel Workers. L'accueil de l'AFL fut tiède. Elle rechigna à financer son projet mais mit à sa disposition des syndicalistes qui l'aidèrent dans sa mission.
L'agitation commença à Gary, dans l'Indiana et à Chicago, en août 1918. Cette région n'était pas au cœur de l'industrie de l'acier. Foster envoya quelques mois plus tard des organisateurs dans la Monongahela Valley, où la sidérurgie était la plus importante. Mais, à ce moment, les autorités avaient interdit toutes les réunions publiques afin de lutter contre l'épidémie de grippe espagnole. Et, à l'annonce de l'armistice, les aciéries, fortement impliquées dans la production de guerre, licencient de nombreux ouvriers. Le maintien de la paix sociale ne présentait plus le même intérêt pour le gouvernement fédéral et le manque de main-d'œuvre ne jouait plus en faveur des revendications salariales.
Néanmoins, de nombreux ouvriers rejoignirent le National Committee for Organizing Iron and Steel Workers (Comité national pour l'organisation des travailleurs du fer et de l'acier) et une grève massive débuta le 22 septembre 1919, après le refus des compagnies de négocier avec les représentants syndicaux. La grève fut le plus largement suivie parmi les ouvriers immigrés. Les travailleurs qualifiés, pour la plupart nés aux États-Unis et les ouvriers noirs s'impliquèrent moins. Les autorités réprimèrent la grève avec violence. Quatorze grévistes furent tués en dix jours. Foster fut chassé de Johnstown, en Pennsylvanie, par des vigiles armés. Tandis que le général Wood imposait la loi martiale à Gary et que la police dispersait les réunions de grévistes, Foster s'efforçait de collecter des fonds et de soutenir par tous les moyens les travailleurs en lutte. Celle-ci ayant épuisé toutes ses possibilités, Foster et les autres membres du Comité votèrent la fin de la grève en janvier 1920. Il démissionna pour permettre au Comité de poursuivre plus facilement son activité.

## Adhésion au Parti communiste
Après la défaite des grévistes de l'acier, Foster connut une période difficile. Il démissionna de plusieurs activités syndicales mais conserva l'amitié du dirigeant syndical John Fitzpatrick. Il écrivit un livre sur la grève qui venait d'avoir lieu. Il créa bientôt la Trade Union Educational League qui reçut le soutien financier du syndicat du textile qui avait déjà largement subventionné la campagne dans la métallurgie.
Foster était en contact avec plusieurs membres du tout nouveau parti communiste américain mais il ne l'avait pas rejoint lors de sa fondation, en 1919. Il fut même l'objet de sévères critiques de la part des communistes, pendant la grève de l'acier. Ceux-ci lui reprochaient ses accommodements avec les bureaucrates de l'AFL et appelaient à généraliser la grève et à prendre le pouvoir ! Il se rapprocha du PC après s'être rendu, à l'invitation d'Earl Browder, à une conférence du Profintern (l'Internationale syndicale rouge) tenue à Moscou en 1921. À son retour de Russie, il adhéra au Parti communiste des États-Unis d'Amérique.
La TUEL, comme la SLNA avant lui, s'efforçait d'encourager l'action des activistes de gauche au sein des syndicats existants et de les amener à s'unifier sur une plateforme de syndicalisme industriel. Dans ses premières années d'existence, la TUEL menait ses propres activités indépendamment des orientations du Comintern et du PC américain. Lorsque les dirigeants du PC s'en plaignaient, l'Internationale syndicale rouge tranchait en faveur de Foster. En même temps, il refusait de suivre l'injonction du Profintern qui lui demandait de créer des syndicats de masse indépendants, ce qui n'empêchait pas ses adversaires de l'AFL de l'accuser de division syndicale. Foster voulait que la TUEL reste un réseau de militants sans adhésion formelle. C'est dans la région de Chicago qu'il fut le plus influent. La TUEL mena sa première grande action lors de la grève des chemins de fer de 1922. L'année suivante, il intervint dans les discussions internes du Syndicat des mineurs (United Mine Workers of America) qui aboutirent à l'exclusion de l'opposition.
Foster entretenait de longue date d'étroites relations avec John Fitzpatrick, de la Fédération du Travail de Chicago. Lorsque celui-ci décida de créer un parti paysan (Farmer-Labor Party), le PC voulut s'y impliquer. Cela ne se fit pas sans contradictions pour Foster qui, d'une part ne croyait pas à l'utilité de l'action électorale pour faire avancer la cause des travailleurs et, d'autre part, était sujet jusque-là aux critiques de certains communistes justement en raison de ses relations avec Fitzpatrick. Lorsqu'en 1923 l'appartenance de Foster au PC américain fut proclamée publiquement par la presse du parti, Fitzpatrick commença à s'éloigner de lui. L'influence du PC dans la convention de fondation du parti paysan fut suffisante pour lui permettre d'en prendre la direction. Fitzpatrick abandonna le parti qu'il venait à peine de créer et fit désormais campagne contre la TUEL tandis que l'AFL commençait à expulser les militants communistes. Le Farmer-Labor Party connut un échec aux élections de 1924 et fut dissous dans la foulée. La rupture avec Fitzpatrick isola rapidement le PC et Foster dans le mouvement ouvrier. Il perdit aussi ses appuis dans le syndicat du textile (Amalgamated Clothing Workers of America).

## Dans la direction du Parti communiste américain
Ces difficultés entraînèrent des remous au sein du PC. Deux fractions s'affrontèrent. L'une, menée par Charles Ruthenberg (en) et Jay Lovestone (en), influente surtout parmi les immigrants, l'autre, plus petite, menée par Foster et James P. Cannon. Cette dernière parvint à obtenir la majorité dans le parti en 1923 puis, à nouveau, en 1925. Mais le Comintern intervint en faveur de Ruthenberg qui devint secrétaire général du parti. Foster n'accepta pas cette décision. Il fit campagne pour que le parti américain ne se plie pas aux injonctions du Comintern. Sans succès. Il obtint néanmoins que ses partisans soient chargés du travail syndical, le plus important à ses yeux.
Les dissensions entre communistes entraînèrent dans ces années-là plusieurs échecs sur le plan syndical. En 1925, les ouvriers du textile de Passaic, dans le New Jersey entrèrent en lutte sous la direction ouverte du PC. Mais, craignant qu'une direction communiste ne puisse obtenir de concessions du patronat, la TUEL de Foster fit passer la grève sous la direction du syndicat United Textile Workers, qui n'obtint pas plus de résultat. La grève des couturières de New-York, en 1926, se termina par une défaite car les fractions Foster et Ruthenberg firent de la surenchère dans les revendications et refusèrent un accord pourtant jugé acceptable par les grévistes. Le PC perdit ainsi toute son influence parmi les travailleurs new-yorkais.
Foster s'opposait à la création de syndicats dissidents de l'AFL. Mais lorsque le Comintern élabora la tactique dite de la Troisième Période, il ordonna au PC américain de constituer des syndicats révolutionnaires indépendants. À ce moment, Foster perdit nombre de ses partisans, dont Earl Browder. Lui-même avait involontairement contribué à créer un syndicat des mineurs indépendant de l'UMWA en soutenant les opposants à John L. Lewis. Le parti créa son propre syndicat national des mineurs en 1928 mais perdit ceux des adversaires de Lewis qui n'acceptaient pas une direction communiste.

## Secrétaire général du PC américain
Ruthenberg mourut en 1926. Jay Lovestone le remplaça à la tête du parti. Les luttes fractionnelles continuèrent dans le parti dans un contexte international marqué par l'affrontement entre Staline et ses adversaires en Union soviétique. Partisan déclaré de Staline, Foster rompit en 1928 avec son ancien allié James P. Cannon et appuya son exclusion pour trotskisme. Avec l'appui du Comintern, Foster remplaça Jay Lovestone en 1929 au poste de secrétaire général. Ce dernier avait le défaut d'être un partisan de Boukharine et de défendre une ligne politique particulière pour les États-Unis (American exceptionalism). Changeant de position, Foster appliqua docilement les consignes du Comintern sur le plan syndical. Il rebaptisa la Trade Union Education League en Trade Union Unity League. Il dénonça les sociaux-démocrates comme des « social-fascistes », en référence à l'assassinat judiciaire des dirigeants communistes Rosa Luxemburg et Karl Liebknecht par les corps francs, à la demande du chef du SPD, Friedrich Ebert, qui combattait l'insurrection communiste pour préserver l'ordre bourgeois (propriété privée des moyens de production). Le SPD refusa de s'allier avec les communistes face à Hitler, le parti social-démocrate produira même une affiche renvoyant communistes, monarchistes et nazis dos à dos.
Victime d'un infarctus en 1932, Foster dut céder la direction du parti à Earl Browder. Il fut envoyé en Union soviétique pour se faire soigner. Il rentra aux États-Unis en 1935, sans reprendre la tête du parti. À la suite d'un nouveau virage politique du Comintern, le PC américain soutint le New Deal de Franklin Delano Roosevelt et cessa sa politique de division syndicale, se rapprochant de celle que Foster prônait dans les années 1920. Son influence grandit parmi les travailleurs des secteurs peu syndicalisés, de l'industrie automobile et électrique, parmi les dockers. Le PC américain reproduisait à son échelle le culte de la personnalité stalinien en faveur d'Earl Browder. Foster, qui demeurait un stalinien convaincu, représenta une opposition loyale à Browder à l'intérieur du parti.
En 1944, Foster s'opposa vigoureusement à la décision de Browder de poursuivre la trêve des grèves qui avait été décidée pendant la guerre lorsque celle-ci prendrait fin. Il critiqua aussi sa volonté de transformer le parti communiste en une association moins structurée (Communist Political Association). Les partisans de Browder accusèrent Foster d'avoir des conceptions anti-marxistes et mirent en cause sa santé mentale. Mais l'année suivante, avec le début de la Guerre froide, il y eut un durcissement. Earl Browder fut condamné comme traitre à sa classe. Foster reprit la direction du parti qu'il partagea avec Eugene Dennis et John Williamson.
Foster aligna le PC américain sur la ligne de Moscou dans le contexte de la Guerre froide. Il soutint la candidature de Henry Wallace à l’élection présidentielle de 1948. Mais ce dernier ne parvint pas à constituer un Parti progressiste viable. En 1948 toujours, Foster fut du nombre des dirigeants communistes poursuivis pour activités subversives au nom du Smith Act. Mais, en raison de sa mauvaise santé, un procès lui fut épargné. Toutefois, les poursuites amenèrent nombre de militants communistes à agir dans la clandestinité. À partir de 1950, la plupart des syndicalistes communistes furent chassés du CIO. Ces difficultés n'empêchèrent pas Foster de procéder à des purges internes parmi ses opposants.
En 1956, Foster soutint l'intervention militaire soviétique en Hongrie. Il approuva aussi la dénonciation du culte de la personnalité de Staline à la suite du rapport de Khrouchtchev au XXe congrès du PC soviétique. En 1957, il céda sa place à la tête du PC américain à Gus Hall, conservant une présidence d'honneur du parti. Foster mourut en 1961.